# ニード・フォー・スピード ホット・パースート2
『ニード・フォー・スピード ホット・パースート2』 (Need for Speed: Hot Pursuit 2) 略称NFSHP2はEA Black Boxが開発し、2002年エレクトロニック・アーツによって発売されたレースゲーム。

## 概要
ニード・フォー・スピード ホット・パースート2はニード・フォー・スピードIIIと同じく、派手なトラックと長いショートカットそして警察追跡をゲームの特徴としている。警察側としてプレーする場合、プレーヤーはパトカーをスピード違反車に体当たりさせて停止させ逮捕する。応援のパトカーや警察ヘリ、スパイクベルトを援護として要請する事もできる。
ホット・パースート2はEA TRAXレーベルにて、ライセンスされたロックやテクノなどの曲が使われた最初のニード・フォー・スピードである。またNFSシリーズで代々使用できたコックピットビューが無くなった最初のNFSでもある。不思議なことにこのゲームは各システムのために異なるバージョンが生産されており、ゲーム誌によると劣っていると思われるのはXbox、ゲームキューブ、PC版で最高のバージョンはプレイステーション2版だった。

## 登場車両
| - アストンマーティン・V12ヴァンキッシュ - BMW・M5 (E39)* - BMW・Z8 - シボレー・コルベット Z06* - ダッジ・バイパー GTS* - フェラーリ・360スパイダー - フェラーリ・550マラネロ バルケッタ ピニンファリーナ - フェラーリ・F50 - フォード・クラウンビクトリア* （パトカーのみ） - フォード・ファルコン TS50* - フォード・マスタング SVT コブラ R* - HSV クーペ GTS* | - ジャガー・XKR クーペ - ランボルギーニ・ディアブロ 6.0 VT* - ランボルギーニ・ムルシエラゴ* - ロータス・エリーゼ - マクラーレン・F1 - マクラーレン・F1 LM - メルセデス・ベンツ・CLクラス CL55 AMG - メルセデス・ベンツ・CLK-GTR - オペル・スピードスター - ポルシェ・911 ターボ* - ポルシェ・カレラGT (コンセプトバージョン) - ヴォクスホール・VX220 |

*の付いている車は"Be the Cop"モードでパトカーとして運転できる。

## EA TRAX
1. Bush - The People That We Love
2. The Buzzhorn - Ordinary
3. Course of Nature - Wall of Shame
4. Hot Action Cop - Fever for the Flava
5. Hot Action Cop - Going Down on It
6. Pulse Ultra - Build Your Cages
7. Rush - One Little Victory
8. Uncle Kracker - Keep It Coming
9. Matt Ragan - Bundle of Clang
10. Matt Ragan - Cone of Silence
11. Matt Ragan - Flam Dance
12. The Humble Brothers - Black Hole
13. The Humble Brothers - Brakestand
14. The Humble Brothers - Sphere
15. ROM - Cykloid